# Figuralisme
Le figuralisme ou madrigalisme est un procédé musical qui permet d'évoquer musicalement une idée, une action ou un sentiment.

## Histoire
Le figuralisme serait apparu pendant l'Antiquité grecque.
Le figuralisme se développe au Moyen Âge mais dès la fin du XVIe siècle il est de plus en plus utilisé par les compositeurs de motets et de madrigaux. Le figuralisme devient alors une des pratiques principales du « style représentatif »  (stile rappresentativo) qui s'imposera sur la « seconde pratique » (seconda prattica). Pendant la période baroque, des compositeurs utilisent des figuralismes dans un grand nombre de leurs compositions comme Monteverdi, dans L'Orfeo et ses cahiers de madrigaux, Bach dans ses messes. Malgré l'évolution de la musique, les compositeurs continuent d'utiliser des figuralismes pour donner plus d'expressivité à leur musique et pour l'illustrer. Par exemple Schubert dans Erlkönig pendant la période romantique et Penderecki dans la Thrène à la mémoire des victimes d'Hiroshima en musique contemporaine.

## Exemple musical

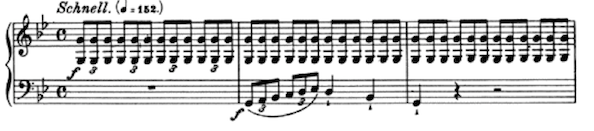
Le Roi des aulnes de Franz Schubert

À la main gauche du piano on reconnaît un figuralisme du vent, et à la main droite un figuralisme du galop. Chacun faisant référence aux paroles du poème de Goethe :